# گوستاو بورجز
گوستاو بورجز (به انگلیسی: Gustavo Borges) (زادهٔ ۲ دسامبر ۱۹۷۲) شناگر اهل برزیل است.